# Департамент по авиации Министерства транспорта и коммуникаций Республики Беларусь
Департамент по авиации Министерства транспорта и коммуникаций Республики Беларусь (бел. Дэпартамент па авіяцыі Міністэрства транспарту і камунікацый Рэспублікі Беларусь) — правительственный орган Беларуси и располагается в г. Минск.
Создан распоряжением Президента Республики Беларусь для координации авиационной деятельности внутри республики.
Под юрисдикцию департамента подпадают вся гражданская авиация, все гражданские аэропорты, несколько ремонтных баз, все диспетчерские службы и лётные училища.
С 1993 года Беларусь является членом ИКАО.

## Задачи
- Удовлетворение потребностей экономики и населения в воздушных перевозках пассажиров, багажа, грузов и почтовых отправлений
- Проведение экономической и научно-технической политики в области гражданской авиации
- Осуществление контроля за деятельностью в области гражданской авиации в соответствии с законодательством

## Функции
- Разрабатывает основные направления и программы развития гражданской авиации, организует изучение потребностей экономики и населения республики в авиационных перевозках, осуществляет контроль за их выполнением
- Обеспечивает удовлетворение потребностей экономики и населения в работах (услугах) в области гражданской авиации, проводит мероприятия по повышению их качества
- Содействует развитию международных научно-технических и информационных связей в области использования воздушного транспорта, взаимодействует в пределах предоставленных полномочий с государственными органами и международными организациями иностранных государств по вопросам, входящим в компетенцию Минтранса, в том числе представляет интересы Минтранса в таких органах и организациях, а также в установленном порядке подготавливает к заключению международные договоры межведомственного характера
- Организовывает и контролирует деятельность авиационных организаций, подчиненных Минтрансу
- Подготавливает Минтрансу предложения об экономических показателях эффективности хозяйствования авиационных организаций, обеспечивает контроль за их выполнением
- Разрабатывает мероприятия по обеспечению авиационной безопасности и безопасности полетов воздушных судов
- Обеспечивает в соответствии с законодательством сертификацию в области гражданской авиации
- Осуществляет в соответствии с законодательством государственную регистрацию и допуск к эксплуатации гражданских воздушных судов, аэродромов гражданской авиации, радиоэлектронных средств и (или) высокочастотных устройств, используемых в гражданской авиации, а также ведение государственных реестров гражданских воздушных судов и аэродромов гражданской авиации
- Осуществляет в установленном законодательством порядке контроль за деятельностью в области гражданской авиации в части обеспечения авиационной безопасности и безопасности полетов воздушных судов, а также за летной годностью гражданских воздушных судов, авиационных двигателей и воздушных винтов
- Разрабатывает и осуществляет мероприятия по поддержанию летной годности гражданских воздушных судов и безопасности полетов
- Организует разработку в установленном законодательством порядке технических нормативных правовых актов в области гражданской авиации
- Выдает разрешения на применение бортовых радиостанций гражданских воздушных судов с присвоением позывного радиосигнала
- В соответствии с законодательством обеспечивает выдачу разрешений на выполнение полетов (взлет, посадку) гражданских воздушных судов в воздушном пространстве Республики Беларусь, осуществляет контроль за выполнением правил международных полетов в части воздушного пространства Республики Беларусь, которая в установленном порядке определена для воздушных трасс, местных воздушных линий, районов выполнения авиационных работ аэродромов гражданской авиации и аэропортов, а также соответствия судовых документов, имеющихся на борту гражданских воздушных судов иностранных государств, международным авиационным стандартам, признаваемым Республикой Беларусь
- Реализует инновационную и научно-техническую политику в области гражданской авиации, направленную на развитие гражданской авиации
- Разрабатывает проекты нормативных правовых актов и технических нормативных правовых актов в области гражданской авиации, подготавливает предложения о совершенствовании законодательства
- Взаимодействует в установленном порядке с республиканскими органами государственного управления, местными исполнительными и распорядительными органами, в том числе со структурными подразделениями облисполкомов и Минского горисполкома, осуществляющими государственно-властные полномочия в области гражданской авиации на территории административно-территориальной единицы, и иными организациями по вопросам, отнесенным к компетенции Департамента
- Осуществляет полномочия национальной авиационной администрации и специально уполномоченного органа в области гражданской авиации
- Разрабатывает предложения о совершенствовании ценообразования в гражданской авиации
- Обеспечивает в пределах своей компетенции реализацию государственной кадровой политики в авиационных организациях
- Выполняет другие функции, предусмотренные законодательством

## Внешние ссылки
- Официальный сайт  (рус.)